# Anectropis translineata
Anectropis translineata är en fjärilsart som beskrevs av Ronaldo Bastos Francini. Anectropis translineata ingår i släktet Anectropis och familjen mätare. Inga underarter finns listade i Catalogue of Life.